# Plymouth Rock (Huhn)
Plymouth Rocks sind eine Haushuhnrasse, die Mitte des 19. Jahrhunderts aus Javahühnern, Dominikanern, Brahma und Cochin erzüchtet wurden, wobei Studien des White Plymouth Rock Genomes darauf hinweisen, dass sie ursprünglich mit einer Kreuzung zwischen einer hauptsächlich aus Dominikanern bestehenden väterlichen Linie und einer in gleichen Teilen aus Black Java und Cochin bestehenden mütterlichen Linie gegründet wurden. In Europa wurden sie erstmals 1872 in England ausgestellt. Der weiße Farbenschlag wird als White Rock bezeichnet.
Die anerkannte Zwerghuhnrasse Zwerg-Plymouth Rock ist deutlich häufiger vorkommend als die Großrasse.